# Timo Veijola
Timo Kaarlo Veijola (* 25. April 1947 in Oulu; † 1. August 2005 in Hyvinkää) war ein evangelischer finnischer Alttestamentler.

## Leben
Veijolas Eltern waren Agrarwissenschaftler; er selbst interessierte sich zunächst für Germanistik, entschied sich dann aber für ein Studium der evangelischen Theologie an der Universität Helsinki, unter anderem bei dem Septuaginta-Experten Ilmari Soisalon-Soininen. Da Helsinki und Göttingen Zentren der Septuaginta-Forschung waren, ergab sich 1971 die Entsendung Veijolas an die Universität Göttingen als Stipendiat des Lutherischen Weltbundes. 1975 wurde seine in Göttingen erstellte Doktorarbeit (Die ewige Dynastie: David und die Entstehung seiner Dynastie nach der deuteronomistischen Darstellung) von der Universität Helsinki angenommen. Dort wurde er 1980 habilitiert und hatte seit 1985 den Lehrstuhl für Altes Testament inne.
Der Forschungsschwerpunkt Veijolas war das Deuteronomium und das deuteronomistische Geschichtswerk.

## Veröffentlichungen (in Auswahl)
- Leben nach der Weisung. Exegetisch-historische Studien zum Alten Testament. Vandenhoeck & Ruprecht, Göttingen 2008. ISBN 978-3-525-53087-0. (Digitalisat)
- Offenbarung und Anfechtung : hermeneutisch-theologische Studien zum Alten Testament. Neukirchener Verlag, Neukirchen-Vluyn 2007. ISBN 978-3-7887-2235-7.
- Moses Erben: Studien zum Dekalog, zum Deuteronomismus und zum Schriftgelehrtentum. Kohlhammer, Stuttgart 2000. ISBN 978-3-17-016698-1.
- Das fünfte Buch Mose: Kapitel 1,1–16,17. (= Das Alte Testament Deutsch. Neubearbeitung, Band 8,1). Vandenhoeck & Ruprecht, Göttingen 2004, ISBN 3-525-51138-8.